# Ricardo Cierbide
Ricardo Cierbide (o Ciérvide) Martinena (Tafalla, Navarra, 4 de marzo de 1936-Vitoria, 6 de enero de 2018) fue un filólogo y onomasta español, especializado en las antiguas lenguas romances del País Vasco y de otras áreas vascónicas, como son el romance navarro y el occitano.

## Biografía
Hombre luchador e independiente, tuvo una larga carrera desde sus inicios en el seminario, pasando por su emigración a Alemania y su dedicación al estudio de la filología. Tras licenciarse marchó hasta Zaire, donde fue profesor de Lengua y Literatura. Ricardo Cierbide fue un filólogo y medievalista navarro que ha producido una extensa obra referente a la historia lingüística de Vasconia, en particular sobre los romances navarro y occitano. Sobre el romance navarro elaboró su tesis doctoral bajo la dirección de Rafael Lapesa, de la que publicó una larga síntesis el mismo año en el que la defendió en Universidad Complutense de Madrid. Ya el año anterior, también en Madrid, había mostrado por el occitano un interés que no abandonará en toda su larga trayectoria de profesor e investigador.
Ejerció el magisterio en varias universidades: Athénée Royal de Kikwit (Zaire) (1964-1968), Universidad de Deusto (1970-1979) y sobre todo en la Universidad del País Vasco (UPV/EHU), en el campus de Álava (1979-2011). En esta última obtuvo la cátedra de Gramática Histórica de la Lengua Española y se jubiló como profesor emérito.
Sus publicaciones rondan las 200. Además de los innumerables estudios filológicos sobre lenguas mencionadas enriquecen la temática estudios sobre la economía, la historia, la gastronomía, el vino, la medicina y la religiosidad especialmente del Medievo. No falta en su obra algún estudio biográfico y autobiográfico. Su amplia obra ha sido catalogada por Dialnet.
Ha investigado sobre manuscritos occitanos y otros medievales en la Universidad de Toulouse II-Le Mirail, y en la de Montpellier, Biblioteca Nacional de Francia, Biblioteca Vaticana, Biblioteca Nacional de Malta. También en el Basque Studies center de Reno (Nevada). 
Ha sido miembro de varias asociaciones científicas: Sociedad Vasca de Onomástica, Sociedad Española de Lingüística, Sociedad de Estudios Vascos, Real Sociedad Bascongada de Amigos del País, Asociación Internacional de Historia de la Lengua Española, Asociación Internacional de Filología Románica, Asociación Internacional de Estudios Occitanos, Sociedad de Estudios Históricos de Navarra, Sociedad Cívico Cultural Landázuri, etc. y director de la sección vascónica del proyecto europeo Dictionnaire historique de patronymie romane. En el momento de su fallecimiento, era presidente de la Sociedad Vasca de Onomástica.

## Libros
- Cierbide, Ricardo (1972). Notas lingüísticas al registro del Concejo de Olite (1224-1533). Madrid: Editorial Gredos.
- Cierbide, Ricardo (1972). Primeros documentos navarros en romance (1198-1230) Comentario Lingüístico. [Pueblos y Lenguas 5]. Pamplona: Institución Príncipe de Viana.
- Cierbide, Ricardo (1974). Registro del Concejo de Olite (1224-1537). Notas y texto paleográfico [Textos Medievales]. Pamplona: Institución Príncipe de Viana.
- Cierbide, Ricardo (197?). Inventario de bienes de Olite. Estudio preliminar, transcripción, glosario y notas. Madrid: Real Academia de la Historia.
- Cierbide, Ricardo (1978). Inventario de bienes de Olite (1496). Con Paul Muñoyerro. Pamplona: Institución Príncipe de Viana. [Publicado en entregas en LD 5 (1975) y BRAH 172-179 (1975-1982)].
- Cierbide, Ricardo (1980). Olite en el siglo XIII: población, economía y sociedad de una villa navarra en plena Edad Media (Roldes de 1244-1264). Con José Ángel Sesma. Pamplona: Institución Príncipe de Viana.
- Cierbide, Ricardo (1986). Lengua y literatura románica en torno al Pirineo: IV Cursos de Verano de San Sebastián = Donostiako Udako IV. Ikastaroak. Director. Bilbao: Universidad del País Vasco.
- Cierbide, Ricardo (1987). Pirenaico navarro-aragonés, gascón y euskera: V Cursos de Verano en San Sebastián / Donostiako Udako V Ikastaroak. Coordinador. Bilbao: Universidad del País Vasco.
- Cierbide, Ricardo (1987). La Virgen del Cólera: (Olite): crónica del año centenario (1885-1985). Con Lucas Ariceta Esnaola y Javier Corcín. Burgos: Aldecoa.
- Cierbide, Ricardo (1988). Estudio lingüístico de la documentación medieval en lengua occitana de Navarra. Bilbao: Universidad del País Vasco.
- Cierbide, Ricardo (1990). 1990 Colección diplomática de documentos Gascones de la Baja Navarra (siglos XIV-XV). Archivo General de Navarra. Vol 1. (= Fuentes documentales medievales del País Vasco 25). Con Julián Santano. Donostia: Eusko Ikaskuntza. [El Vol. 2 en 1995].
- Cierbide, Ricardo (1997). 1991 Euskal Herria : lugar de encuentro de lenguas y culturas. Vitoria-Gasteiz: Real Sociedad Bascongada de los Amigos del País, Comisión de Álava. También como artículo en Revista de lenguas y literaturas catalana, gallega y vasca 1, 1991, pp. 87-123. Madrid: Real Academia de la Historia.
- Cierbide, Ricardo (1993). Censos de Población de La Baja Navarra (1350-1353 y 1412). (= PatRom 7). Tübingen: Niemeyer. Reeditado en 2012 (Berlin: Walter de Gruyter).
- Cierbide, Ricardo (1994). Le Censier gothique de Soule. Con Jean-Baptiste Orpustan y Michel Grosclaude. Baigorri: Editions Izpegi.
- Cierbide, Ricardo (1994). Dantzariak: historia de los Grupos de danzas de Tafalla. Tafalla: Altaffaylla Kultur Taldea.
- Cierbide, Ricardo (1994). Actes du IVe Congrès international de l’AIEO, Association Internationale d’Études Occitanes. Vitoria-Gasteiz, 22-28 août 1993. 2 vol. Con Emiliana Ramos. Editor. Vitoria-Gasteiz: Association Internationale d’Études occitanes.
- Cierbide, Ricardo (1995). Colección diplomática de documentos Gascones de la Baja Navarra (siglos XIV-XV). Archivo General de Navarra. Vol 2. (= Fuentes documentales medievales del País Vasco 59). Con Julián Santano. Donostia: Eusko Ikaskuntza. [El Vol. 1 en 1990].
- Cierbide, Ricardo (1995). Guilhem Anelier de Tolosa, La Guerra de Navarra. Nafarroako Gudua, Vol. 2: Estudio y edición. Con Maurice Berthe. Pamplona: Nafarroako Gobernua = Gobierno de Navarra. Madrid: Real Academia de la Historia.
- Cierbide, Ricardo (1996). Documentación medieval del Monasterio de Santa Clara de Estella (siglos XIII-XVI). (= Fuentes documentales medievales del País Vasco 66). Con Emiliana Ramos. Donostia: Eusko Ikaskuntza.
- Cierbide, Ricardo (1997). Documentación medieval del Monasterio de Santa Engracia de Pamplona, siglos XIII-XVI. (=Fuentes documentales medievales del País Vasco 73). Con Emiliana Ramos. Donostia: Eusko Ikaskuntza.
- Cierbide, Ricardo (1997). Vasconavarros en el oeste americano: memorias de un viaje y otras historias. Tafalla: Imp. Ainzúa.
- Cierbide, Ricardo (1997). Arnaud d’Oihenart (1592-1667): vida y obra. (= Egintzak 2). Vitoria-Gasteiz: Real Sociedad Bascongada de los Amigos del País, Comisión de Álava.
- Cierbide, Ricardo (1998). Documentación Medieval del Archivo Municipal de Pamplona. Vol. I: (1129-1356) . (= Fuentes documentales medievales del País Vasco 85). Con Emiliana Ramos. Donostia: Eusko Ikaskuntza.
- Cierbide, Ricardo (1998). Documentación medieval del Monasterio de San Pedro de Ribas de Pamplona (siglos XIII-XVI). (= Fuentes documentales medievales del País Vasco 80). Con Emiliana Ramos. Donostia: Eusko Ikaskuntza.
- Cierbide, Ricardo (1999). Estatutos antiguos de la Orden de San Juan de Jerusalén. Pamplona: Gobierno de Navarra / Instituto Complutense de la Orden de Malta.
- Cierbide, Ricardo (1999). La Via Podiensis (Le Puy-en-Velay – Moissac – Vitoria): apuntes de una experiencia europea. Vitoria-Gasteiz: Fundación Caja Vital Kutxa Fundazioa / Asociación de Amigos del Camino de Santiago de Álava.
- Cierbide, Ricardo (2000). Documentación medieval del archivo municipal de Pamplona. Vol. 2: (1357-1512). (= Fuentes documentales medievales del País Vasco 96). Con Emiliana Ramos. Donostia: Eusko Ikaskuntza.
- Cierbide, Ricardo (2001). Archivo municipal de Tafalla (1157-1540). (= Fuentes documentales medievales del País Vasco 111). Con Emiliana Ramos. Donostia: Eusko Ikaskuntza.* Cierbide, Ricardo (2002). Edició crítica dels manuscrits catalans inèdits de l’orde de Sant Joan de Jerusalem (s. XIV-XV). Barcelona: Fundació Noguera.
- Cierbide, Ricardo (2006). Estatutos de la Orden de San Juan de Jerusalén. Edición crítica de los manuscritos occitanos del Siglo XIV. Les Statuts de l’ Ordre de Saint – Jean de Jérusalem. Édition critique des Manuscrits en langue d’ Oc du XIVe Siècle. Con M. Rose Bonnet. Bilbao: Universidad del País Vasco.
- Cierbide, Ricardo (2006). Libro de confitura para el uso de Elías Gómez maestro cerero y confitero de la ciudad de Olite. Año de 1818. Con Javier Corcin. Ayuntamiento de Olite.
- Cierbide, Ricardo (2006). Caminos de libertad: memorias de un navarro de su tiempo. Vitoria-Gasteiz.
- Cierbide, Ricardo (2012). Censos de Población de La Baja Navarra (1350-1353 y 1412). Reedición de la obra de 1993 (Tübingen: Niemeyer), Berlin: Walter de Gruyter.
- Cierbide, Ricardo (2015). La cultura del vino en la Merindad de Olite. Vitoria-Gasteiz: Ikusager Ediciones, S.A.
- Cierbide, Ricardo (2016). Ayuntamiento de Barrundia (Álava): Historia y Tradiciones Populares. Vitoria-Gasteiz. En prensa.